# Angelo Cosmano
Angelo Cosmano (Molochio, 1º marzo 1878 – Reggio Calabria, 24 novembre 1940) è stato un militare italiano, decorato con la medaglia d'oro al valor militare a vivente.

## Biografia
Nacque a Molochio, provincia di Reggio Calabria, il 1 marzo 1878, figlio di Giuseppe e di Caterina Nicotera, semplici contadini. Nel 1899, appena ventunenne, fu arruolato nel Regio Esercito assegnato al 44º Reggimento fanteria, e nel mese di ottobre dello stesso anno, partì volontario per l'Eritrea, in Africa Orientale, dove venne incorporato nella 1ª Compagnia Cacciatori del Regio corpo truppe coloniali d'Eritrea. Ivi rimase per lunghi anni prestando servizio di presso vari reparti e in breve tempo raggiunse il grado di maresciallo.
Durante la sua permanenza in Africa Orientale prese parte alla guerra italo-turca (1911-1912), distinguendosi in alcune azioni di guerra. Per il suo eroico comportamento nel soccorrere, in pieno combattimento a Zanzur, senza armi e munizionamento con sprezzo del pericolo ed incurante della propria vita, un sottufficiale ed alcuni soldati gravemente feriti, fu decorato della Medaglia d'argento al valor militare. Rimasto in Africa fino al 1912, rientrò in Italia nel luglio di quell’anno, dove gli fu assegnato il comando della terza sezione mitraglieri. Quando, il 24 maggio 1915, il Regno d'Italia dichiarò guerra all’Austria-Ungheria, egli venne inviato, insieme alla sua unità, al fronte dove attraversò l’Isonzo attestandosi poi davanti a Plava. Nel successivo mese di settembre rimase ferito sul Monte Kuk, e per le sue doti di coraggio venne decorato con una seconda Medaglia d’argento al valor militare, successivamente tramutata nella promozione a maresciallo maggiore per meriti di guerra.
L’ardimento ed il coraggio, con cui svolse il suo dovere di soldato, gli valsero poi anche la più alta delle decorazioni: la Medaglia d'oro al valor militare a vivente, concessagli nel 1916, sul fronte del Trentino, durante la battaglia degli Altipiani.
Egli doveva difendere con le due mitragliatrici al suo comando, dotate di 14 i serventi, posizionate sulla cima del Monte Lemerle, il passaggio sottostante. Poche le truppe italiane nei pressi, appena una compagnia.
La mattina del 10 giugno cominciò l’infernale fuoco dell'artiglieria nemica che rese subito inservibile una delle due mitragliatrici. Accortosi che il nemico cercava di aggirare la sua posizione, affrontò i ripetuti assalti prima con l’unica mitragliatrice rimastagli e poi con la sola pistola. Premuto sempre più da vicino mantenne saldo il suo posto manovrando l’arma e schierando tutti i soldati di cui disponeva, armati di moschetto e pistola. Invitato ripetutamente ad arrendersi, continuò a combattere con la sua compagnia costringendo il nemico al ripiegamento.
La battaglia durò complessivamente cinque ore, e riprese giorno dopo con altri attacchi. Egli scrisse su di un masso Diccà non si passa, (Da qui non si passa), ma fu solo due giorni dopo, con l'arrivo dei rinforzi italiani, che gli attacchi nemici cessarono del tutto. per onorarne il coraggio venne decretata la concessione della massima onorificenza italiana.
Si spense a Reggio Calabria il 24 novembre 1940.